# Kirchenkreis Soltau
Der Ev.-luth. Kirchenkreis Soltau (früher Kirchenkreis Bergen-Soltau) ist ein Kirchenkreis in Niedersachsen mit Sitz in Soltau. Er gehört zum Sprengel Lüneburg der Evangelisch-lutherischen Landeskirche Hannovers. Zum Kirchenkreis Soltau gehören derzeit (2019) 11 Kirchengemeinden mit etwa 41.000 Gemeindegliedern; 2005 waren es noch etwa 60.000. Es befinden sich 17 Kirchen und Kapellen im Gebiet des Kirchenkreises Soltau, darunter Kirchen aus dem 14. Jahrhundert bis hin zu neuen Kirchen aus dem 20. Jahrhundert. Die St.-Stephanus-Gemeinde in Munster ist die einzige reine Militär-Kirchengemeinde Deutschlands.

## Geographie
Der Kirchenkreis Soltau liegt in der Mitte Niedersachsens und erstreckt sich über die Fläche des ehemaligen Landkreises Soltau mit Ausnahme der Gemeinden Schneverdingen und Neuenkirchen sowie über den Nord-Westteil des Landkreises Celle.
Das Gebiet des Kirchenkreises ist ländlich geprägt und liegt in einer bevorzugten Tourismusregion. Hügel, Wälder und Flussläufe sind typisch für die Landschaft.

## Kirchen und Kirchengemeinden im Kirchenkreis Soltau

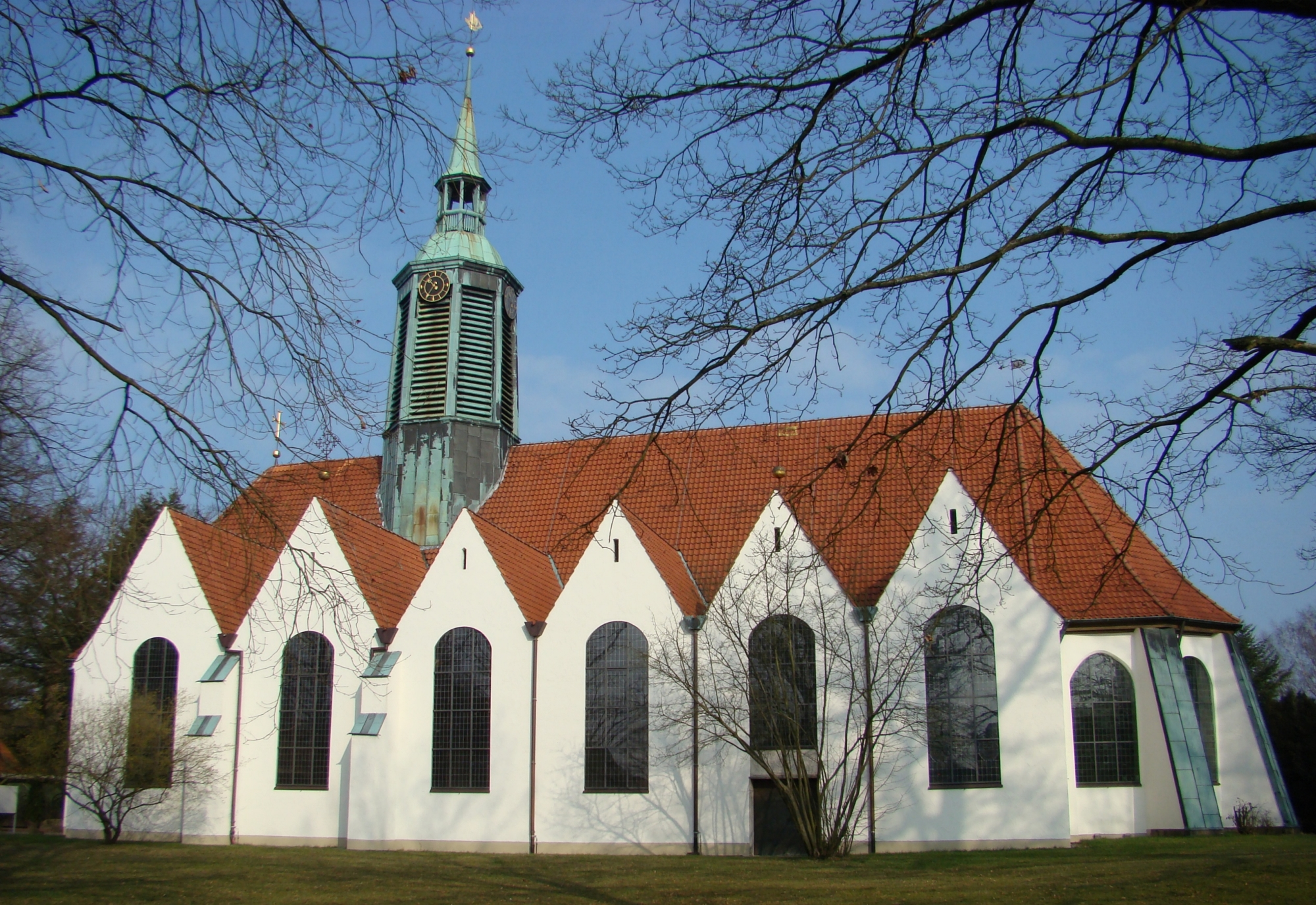
St. Peter-Paul-Kirche in Hermannsburg

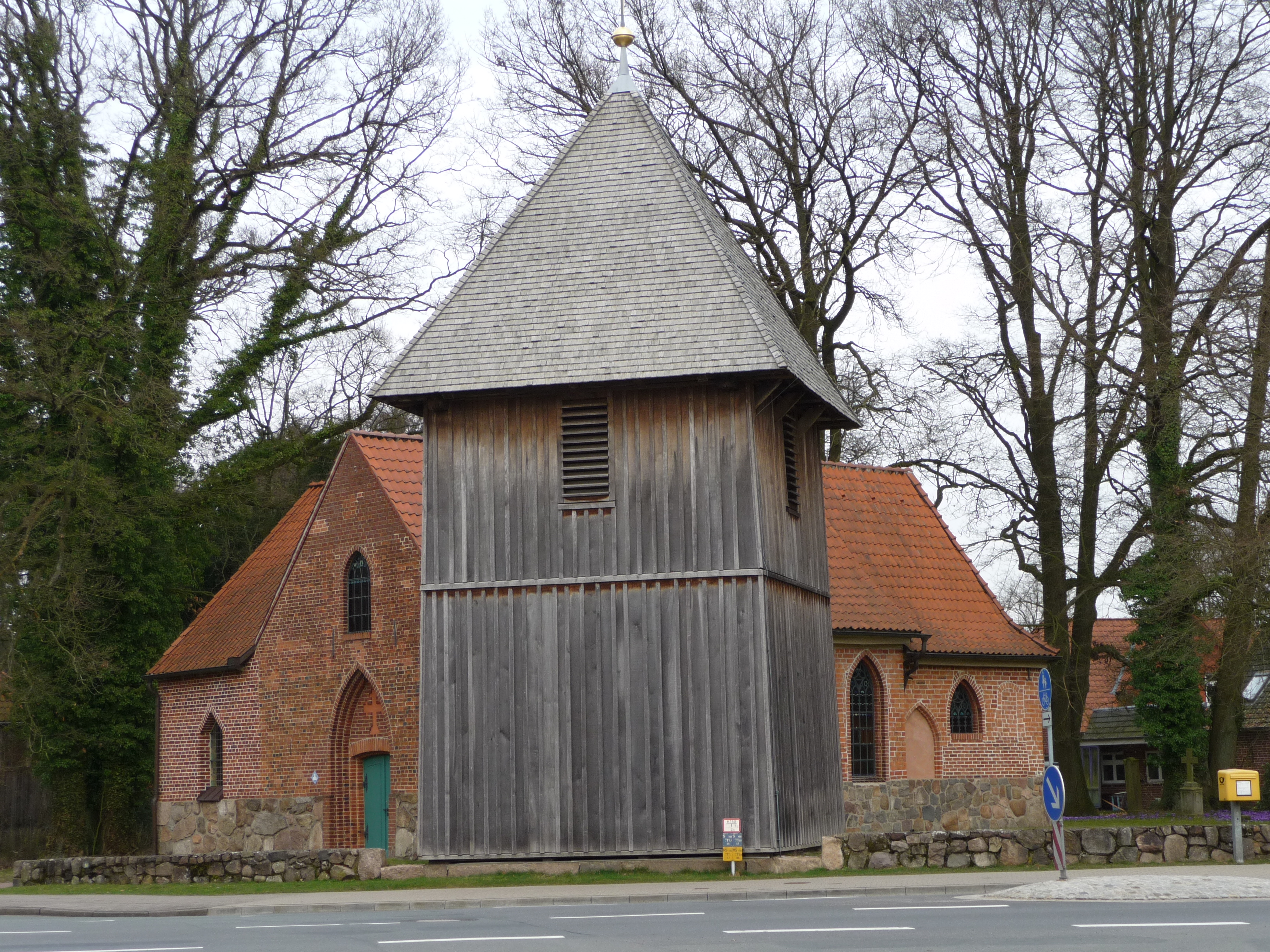
Heilig-Geist-Kirche in Wolterdingen

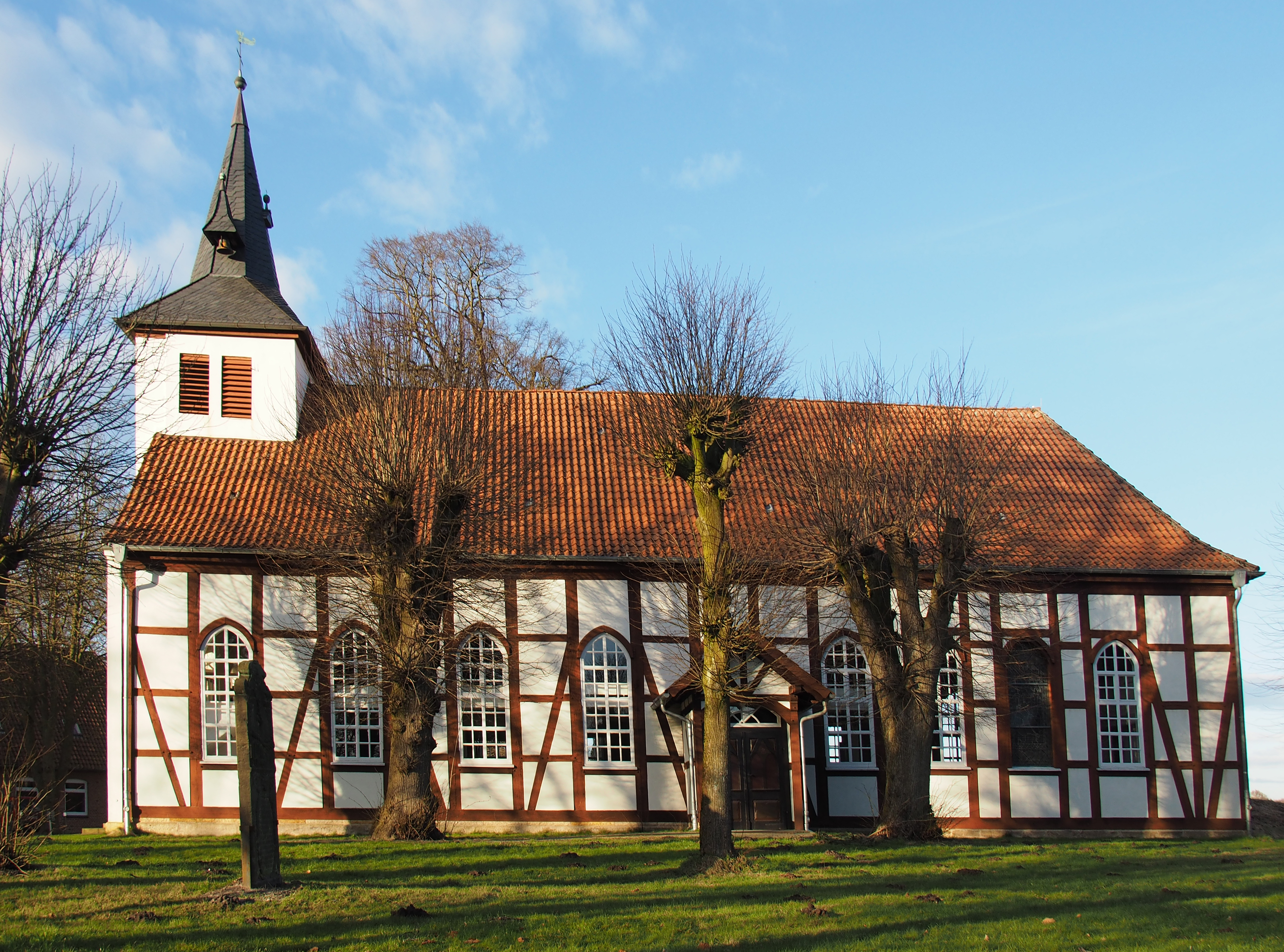
Die 1754 gebaute Fabian-und-Sebastian-Kirche in Sülze

- St.-Lamberti-Kirchengemeinde in Bergen
- St.-Antonius-Kirchengemeinde in Bispingen
- St.-Laurentius-Kirchengemeinde Faßberg-Müden (mit der Michaelskirche in Faßberg und der St.-Laurentius-Kirche in Müden)
- St.-Peter-Paul-Kirchengemeinde in Hermannsburg
- Kirchengemeinde Munster (mit der St.-Urbani-Kirche und der St.-Martin-Kirche in Munster und der Friedenskirche in Munster-Breloh)
- Kirchengemeinde St.-Stephanus (Militärkirche) in Munster
- St.-Johannis-Kirchengemeinde in Soltau
- Lutherkirchengemeinde in Soltau
- Diakonie-Gemeinde Stübeckshorn
- Fabian-und-Sebastian-Kirchengemeinde in Sülze
- St.-Jakobi-Kirchengemeinde in Wietzendorf
- Heilig-Geist-Kirchengemeinde in Wolterdingen

### Kapellen
- Ole Kerk in Bispingen
- Heidenhof-Kapelle im Heide-Park in Soltau
- Kapelle im Altenheim Haus Zuflucht

## Einrichtungen im Kirchenkreis
- Superintendentur Soltau

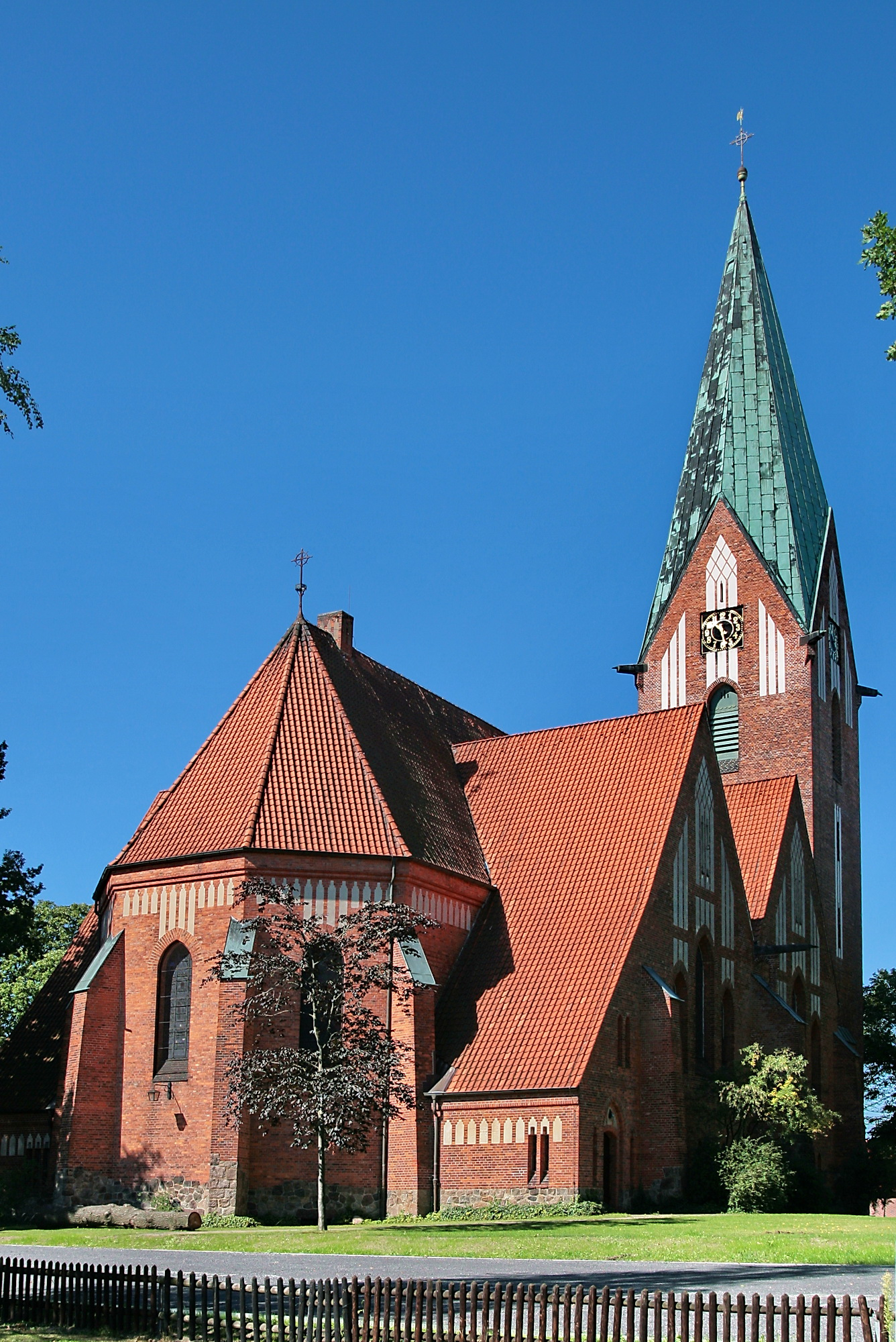
Luther-Kirche in Soltau

- Kirchenkreisamt Soltau (seit Dezember 2009 gemeinsames Kirchenamt mit den Kirchenkreisen Walsrode und Celle in Celle, Berlinstraße)
- Alten- und Pflegeheim Bergen
- Altenheim Stiftung Haus Zuflucht in Soltau
- Evangelisches Dorfhelferinnenwerk Niedersachsen
- Diakoniestation Soltau
- Diakonisches Werk Soltau (Sozialberatung, Existenzsicherung, Kurenberatung, Familienerholung, "Dabei sein" Anträge) Diakonieprojekte: "GemeinsamGewinnen"; "Freude an Pferden"; "Spielräume"
- Hospizdienst Lebensbrücke Soltau (Begleitung Sterbender und deren Angehörige)
- Kinderhospizdienst Lebensbrücke Soltau (Begleitung von Kindern und Jugendlichen mit einer begrenzten Lebenserfahrung)
- Ehe- und Lebensberatungsstelle Hermannsburg
- Ev. Krankenhaushilfe, Soltau
- Evangelisch-lutherisches Missionswerk in Niedersachsen (ELM) in Hermannsburg
- Niedersächsische Lutherische Heimvolkshochschule Hermannsburg
- Sozial-Pädagogische Familienhilfe, Soltau
- Telefonseelsorge, Soltau

## Superintendenten
- 1887–1921: Robert Stalmann
- 1932–1956: Wilfried Wolters
- 1956–1968: Walter Moritz
- 1968–1993: Friedrich Hoyer
- 1993–2000: Eckhard Gorka
- seit 2000: Heiko Schütte

## Benachbarte Kirchenkreise
- Kirchenkreis Walsrode (südwestlich)
- Kirchenkreis Celle (südlich)
- Kirchenkreis Uelzen (östlich)
- Kirchenkreis Lüneburg (nördlich)
- Kirchenkreis Winsen (Luhe) (nördlich)
- Kirchenkreis Rotenburg (Wümme) (im Sprengel Stade)(westlich)